# Озтюрк, Селен
Селе́н Озтю́рк (тур. Selen Öztürk; род. 23 июля 1980, Измир, Турция) — турецкая актриса театра и кино. Мировую известность ей принесла роль Гюльфем-хатун в культовом сериале «Великолепный век».

## Биография
Родилась 23 июля 1980 г. в Измире.
Её мать гречанка, а отец турок. В 2004 году она окончила Университет Хаджеттепе государственной консерватории. Затем приехала в Стамбул и начала играть свои первые роли в театре Playhouse Theatre. Селен Озтюрк играет на пианино и гитаре.

## Творчество
Свою профессиональную карьеру Селен Озтюрк начала с небольших ролей, которые ей доставались на подмостках стамбульского театра Playhouse. Среди крупных пьес, в которых сыграла Селен, значатся «Дама с камелиями» и «Землеройка».
Она озвучила несколько фильмов: Запрещённый приём, Ханна Монтана, Милые кости, Бэтман, Том I, Крошка из Беверли-Хиллз — турецкий дубляж. Сыграно несколько театральных пьес: «Лена с Leonce», «Землеройка», «Дама с камелиями» и т. д. Селен Озтюрк снялась в нескольких главных ролях: Великолепный век (сериал) (2011) — роль Гюльфем Хатун, «Бесконечность» (2009) — Алиса в роли медсестры, «Once Upon A Time» (сериал) (2008) — Sema, «Чёрная гадюка» (сериал) (2007) — роль Asiye, «Кукольный короткометражный фильм» (2007).

## Фильмография
| Год       | Название                     | Роль                                                                         |
| --------- | ---------------------------- | ---------------------------------------------------------------------------- |
| 2007      | Кукла                        | Киса                                                                         |
| 2007      | Чёрная гадюка                | Асие                                                                         |
| 2008      | Тихая музыка                 | Ада Экле                                                                     |
| 2008      | Давным-давно                 | Сема                                                                         |
| 2009      | Бесконечность                | медсестра Алиса                                                              |
| 2009      | Прогулка                     | Айтен                                                                        |
| 2011—2014 | Великолепный век             | Гюльфем-хатун                                                                |
| 2014      | Клубника                     | Джерен                                                                       |
| 2014      | Моё имя Гюльтепе             | Мезийет                                                                      |
| 2015      | Дворец Серче                 | Алие                                                                         |
| 2015      | Вспомни Гёнуль               | Фиген                                                                        |
|           |                              |                                                                              |
| 2017      | Права на престол: Абдулхамид | Сестра османского султана Абдул - Хамида и жена Махмуда - паши Сениха Султан |
| 2019      | Азизе                        | Туна Алпан                                                                   |
| 2020      | Дар                          | Сехер Алтин                                                                  |
| 2020      | Детство                      | Гюлай                                                                        |